# Traversée de Bordeaux à la nage
La Traversée de Bordeaux à la nage est une course à la nage dans la Garonne créée de 1908 à 1923 et organisée à nouveau, tous les ans depuis 2007, par le club des  Girondins de Bordeaux Natation. 

## Modalités
Elle s’inscrit, une année sur deux, dans le cadre de Bordeaux fête le fleuve à Bordeaux. Avec un nombre de nageurs en hausse constante et 500 participants en 2011 ce challenge à la fois sportif et festif attire autant les nageurs amateurs que confirmés. 
Ophélie Aspord, triple championne de France de nage en eau libre 2011 sur 10 km, 5 km et 5 km contre la montre, a remporté en 2011 la 5e édition de la manifestation en effectuant les 1 700 m du parcours dans le temps record de 11 min 28 s. 
Les enjeux sportifs et écologiques de cette course, permettent de sensibiliser la population girondine sur la Garonne, berceau de la culture bordelaise.

## Historique
Cet événement fait revivre les formes d'une compétition déjà organisée annuellement au début du XXe siècle sur le modèle de la Traversée de Paris à la nage (instituée en 1905). Courue par des nageurs réputés et des sportifs régionaux, elle obtint un important succès d'affluence populaire. Son parcours était d'environ 10 km.

## Palmarès
| Année                                                | Vainqueur                                    | deuxième          | troisième | quatrième      |
| ---------------------------------------------------- | -------------------------------------------- | ----------------- | --------- | -------------- |
| 1908                                                 | Bach                                         | Vallet            | Rouche    | Rousseau       |
| 1910 (traversée du journal L'Autocycle)              | Barrat                                       | Bonzon (Bonzom ?) | Rouch     | Vallet         |
| 1910 (traversée du journal Sportsman)                | Pinsonne                                     | Nougaro           | Houillé   | Lassalle       |
| 1911 (épreuve amateur du Comité de la Côte d'Argent) | Bonzom                                       | Rouyer            | Dumerchat | Barras         |
| 1912 (critérium du journal Sports)                   | David Sydney Billington (4 km en 25 min 7 s) | Eugène Estrade    | Lavraud   | Roger Rebeyrol |
| 1912 (épreuve amateur du Comité de la Côte d'Argent) | Baras                                        | Machy             | Servant   | Bonzom         |
| 1912 (traversée du journal Sportsman)                | Lavraud                                      | Rouillet          | Lacabanne | Roger Rebeyrol |
| 1912 (2e traversée du journal Sportsman)             | Lhôpital                                     | Rouillet          | Rebeyrol  | Lairaire       |
| 1913 (traversée « interfédérale »)                   | Bonzom                                       | Roger Rebeyrol    | Lhôpital  | L. Rouyer      |
| 1913 (traversée du journal Sportsman)                | François Menu                                | Céret             | L. Rouyer | Lhôpital       |
| 1914                                                 | Rebeyrol                                     | Machy             | Bonzom    | Rouyer aîné    |
| 1921                                                 | Jean Rebeyrol                                | Lacabanne         | Bas       | Lavraie        |
| 1923 (traversée du journal La Petite Gironde)        | Jean Rebeyrol                                | Betato            | Lacabanne | Sab            |